# Meppeler Hockey Vereniging
De Meppeler Hockey Vereniging (MHV), is een Nederlandse hockeyvereniging uit Meppel.
De vereniging werd opgericht op 2 april 1931 en speelt op sportpark Koedijkslanden. De vereniging beschikt over een semi-waterveld, een zandingestrooid veld en een kunstgras mini-oefenveldje. Het tenue bestaat uit een lichtblauw shirt, een zwarte rok of broek, en zwarte sokken met lichtblauwe boord. 
Voor de Tweede Wereldoorlog kwam het eerste damesteam een aantal jaren uit in de hoogste klasse van de hockeybond. In de jaren 50 werd het eerste herenteam enkele malen kampioen van het Noorden, in seizoen 1953-1954, seizoen 1955-1956 en seizoen 1956-1957. Daarmee speelde het met de kampioenen van de andere regio's in een play-off om het kampioenschap van Nederland.
In de jaren 2020 heeft de club twee herenteams, twee damesteams, een veteranenteam heren, een veteranenteam dames, jeugdteams in alle leeftijdscategorieën en een trimhockeygroep. In 2021 telde de club 505 leden. Sinds 2015 heeft de club bijzondere aandacht voor positiviteit op en rondom het veld.

## Bekende spelers
- Mark Sluiter - oud Russisch hoofdklassespeler